# Ciclism la Jocurile Olimpice de vară din 2024 - Sprint masculin individual
Cursa ciclistă de sprint masculin individual de la Jocurile Olimpice de vară din 2024 a avut loc în perioada 7-9 august 2024 pe Vélodrome de Saint-Quentin-en-Yvelines, Paris.

## Program
Orele sunt ora Franței (UTC+1) 
| Data                    | Ora                         | Etapă |
| ----------------------- | --------------------------- | --- |
| Miercuri, 7 august 2024 | 15:30 urmează 17:30 urmează | Calificări 32-imi de finală Recalificări 32-imi 16-imi de finală Recalificări 16-imi Optimi de finală Recalificări optimi |
| Joi, 8 august 2024      | 17:00                       | Sferturi de finală |
| Vineri, 9 august 2021   | 14:00 18:00                 | Semifinale Finala |

## Rezultate

### 32-imi de finală
| Loc | Ciclist | Țară                         | Timp               | Diferență | Note |
| --- | ------- | ---------------------------- | ------------------ | --------- | ---- |
| 1   | 1       | Harrie Lavreysen             | Olanda             | X         | C    |
| 1   | 2       | Maximilian Dörnbach          | Germania           | +0,093    | R    |
| 2   | 1       | Matthew Richardson           | Australia          | X         | C    |
| 2   | 2       | Jaïr Tjon En Fa              | Surinam            | +0,150    | R    |
| 3   | 1       | Mikhail Iakovlev             | Israel             | X         | C    |
| 3   | 2       | Muhammad Shah Firdaus Sahrom | Malaezia           | +0,569    | R    |
| 4   | 1       | Leigh Hoffman                | Australia          | X         | C    |
| 4   | 2       | Nick Wammes                  | Canada             | +0,556    | R    |
| 5   | 1       | Jack Carlin                  | Marea Britanie     | X         | C    |
| 5   | 2       | Tyler Rorke                  | Canada             | +0,190    | R    |
| 6   | 1       | Jeffrey Hoogland             | Olanda             | X         | C    |
| 6   | 2       | Vasilijus Lendel             | Lituania           | +0,122    | R    |
| 7   | 1       | Hamish Turnbull              | Marea Britanie     | X         | C    |
| 7   | 2       | Zhou Yu                      | China              | +0,071    | R    |
| 8   | 1       | Kaiya Ota                    | Japonia            | X         | C    |
| 8   | 2       | Sébastien Vigier             | Franța             | +0,047    | R    |
| 9   | 1       | Nicholas Paul                | Trinidad și Tobago | X         | C    |
| 9   | 2       | Yuta Obara                   | Japonia            | +0,030    | R    |
| 10  | 1       | Azizulhasni Awang            | Malaezia           | X         | C    |
| 10  | 2       | Luca Spiegel                 | Germania           | +0,075    | R    |
| 11  | 1       | Mateusz Rudyk                | Polonia            | X         | C    |
| 11  | 2       | Sam Dakin                    | Noua Zeelandă      | +0,020    | R    |
| 12  | 1       | Cristian Ortega              | Columbia           | X         | C    |
| 12  | 2       | Rayan Helal                  | Franța             | +0,007    | R    |

### Recalificări 32-imi
| Loc | Ciclist | Țară                         | Timp          | Diferență | Note |
| --- | ------- | ---------------------------- | ------------- | --------- | ---- |
| 1   | 1       | Yuta Obara                   | Japonia       | X         | C    |
| 1   | 2       | Maximilian Dörnbach          | Germania      | +0,071    |      |
| 1   | 3       | Sébastien Vigier             | Franța        | +0,149    |      |
| 2   | 1       | Jaïr Tjon En Fa              | Surinam       | X         | C    |
| 2   | 2       | Luca Spiegel                 | Germania      | +0,020    |      |
| 2   | 3       | Zhou Yu                      | China         | +0,132    |      |
| 3   | 1       | Vasilijus Lendel             | Lituania      | X         | C    |
| 3   | 2       | Muhammad Shah Firdaus Sahrom | Malaezia      | +0,043    |      |
| 3   | 3       | Sam Dakin                    | Noua Zeelandă | +0,794    |      |
| 4   | 1       | Rayan Helal                  | Franța        | X         | C    |
| 4   | 2       | Tyler Rorke                  | Canada        | +0,417    |      |
| 4   | 3       | Nick Wammes                  | Canada        | +1,020    |      |

### 16-imi de finală
| Loc | Ciclist | Țară               | Timp               | Diferență | Note |
| --- | ------- | ------------------ | ------------------ | --------- | ---- |
| 1   | 1       | Harrie Lavreysen   | Olanda             | X         | C    |
| 1   | 2       | Rayan Helal        | Franța             | +0,109    | R    |
| 2   | 1       | Matthew Richardson | Australia          | X         | Q    |
| 2   | 2       | Vasilijus Lendel   | Lituania           | +0,862    | R    |
| 3   | 1       | Mikhail Iakovlev   | Israel             | X         | C    |
| 3   | 2       | Jaïr Tjon En Fa    | Surinam            | +0,157    | R    |
| 4   | 1       | Leigh Hoffman      | Australia          | X         | C    |
| 4   | 2       | Yuta Obara         | Japonia            | +0,255    | R    |
| 5   | 1       | Jack Carlin        | Marea Britanie     | X         | C    |
| 5   | 2       | Cristian Ortega    | Columbia           | +0,091    | R    |
| 6   | 1       | Jeffrey Hoogland   | Olanda             | X         | C    |
| 6   | 2       | Mateusz Rudyk      | Polonia            | +0,284    | R    |
| 7   | 1       | Azizulhasni Awang  | Malaezia           | X         | C    |
| 7   | 2       | Hamish Turnbull    | Marea Britanie     | +0,034    | R    |
| 8   | 1       | Nicholas Paul      | Trinidad și Tobago | X         | C    |
| 8   | 2       | Kaiya Ota          | Japonia            | +0,224    | R    |

### Recalificări 16-imi
| Loc | Ciclist | Țară             | Timp           | Diferență | Note |
| --- | ------- | ---------------- | -------------- | --------- | ---- |
| 1   | 1       | Kaiya Ota        | Japonia        | X         | C    |
| 1   | 2       | Rayan Helal      | Franța         | +0,048    |      |
| 2   | 1       | Hamish Turnbull  | Marea Britanie | X         | C    |
| 2   | 2       | Vasilijus Lendel | Lituania       | +0,044    |      |
| 3   | 1       | Mateusz Rudyk    | Polonia        | X         | C    |
| 3   | 2       | Jaïr Tjon En Fa  | Surinam        | +0,054    |      |
| 4   | 1       | Yuta Obara       | Japonia        | X         | C    |
| 4   | 2       | Cristian Ortega  | Columbia       | +0,010    |      |

### Optimi de finală
| Loc | Ciclist | Țară               | Timp               | Diferență | Note |
| --- | ------- | ------------------ | ------------------ | --------- | ---- |
| 1   | 1       | Harrie Lavreysen   | Olanda             | X         | C    |
| 1   | 2       | Yuta Obara         | Japonia            | +0,0164   | R    |
| 2   | 1       | Matthew Richardson | Australia          | X         | C    |
| 2   | 2       | Mateusz Rudyk      | Polonia            | +0,136    | R    |
| 3   | 1       | Hamish Turnbull    | Marea Britanie     | X         | C    |
| 3   | 2       | Mikhail Iakovlev   | Israel             | +0,001    | R    |
| 4   | 1       | Kaiya Ota          | Japonia            | X         | C    |
| 4   | 2       | Leigh Hoffman      | Australia          | +0,130    | R    |
| 5   | 1       | Jack Carlin        | Marea Britanie     | X         | C    |
| 5   | 2       | Nicholas Paul      | Trinidad și Tobago | +0,004    | R    |
| 6   | 1       | Jeffrey Hoogland   | Olanda             | X         | C    |
| 6   | 2       | Azizulhasni Awang  | Malaezia           | +0,037    | R    |

### Recalificări optimi
| Loc | Ciclist | Țară              | Timp               | Diferență | Note |
| --- | ------- | ----------------- | ------------------ | --------- | ---- |
| 1   | 1       | Yuta Obara        | Japonia            | X         | C    |
| 1   | 2       | Leigh Hoffman     | Australia          | +0,190    |      |
| 1   | 3       | Nicholas Paul     | Trinidad și Tobago | +0,369    |      |
| 2   | 1       | Mateusz Rudyk     | Polonia            | X         | C    |
| 2   | 2       | Mikhail Iakovlev  | Israel             | +0,054    |      |
| 2   | 3       | Azizulhasni Awang | Malaezia           | +0,190    |      |

### Sferturi de finală
| Serie | Loc | Ciclist            | Țară           | Cursa 1 | Cursa 2 | Cursă decisivă (dacă e cazul) | Note |
| ----- | --- | ------------------ | -------------- | ------- | ------- | ----------------------------- | ---- |
| 1     | 1   | Harrie Lavreysen   | Olanda         | X       | X       |                               | CS   |
| 1     | 2   | Mateusz Rudyk      | Polonia        | +0,273  | +0,105  |                               | F5-8 |
| 2     | 1   | Matthew Richardson | Australia      | X       | X       |                               | CS   |
| 2     | 2   | Yuta Obara         | Japonia        | +0,562  | +0,603  |                               | F5-8 |
| 3     | 1   | Jeffrey Hoogland   | Olanda         | +0,079  | X       | X                             | CS   |
| 3     | 2   | Hamish Turnbull    | Marea Britanie | X       | +0,007  | +0,276                        | F5-8 |
| 4     | 1   | Jack Carlin        | Marea Britanie | +0,046  | X       | X                             | CS   |
| 4     | 2   | Kaiya Ota          | Japonia        | X       | REL     | +0,014                        | F5-8 |

### Locurile 5-8
| Loc | Ciclist         | Țară           | Timp   | Diferență | Note |
| --- | --------------- | -------------- | ------ | --------- | ---- |
| 5   | Mateusz Rudyk   | Polonia        | 9,974  |           |      |
| 6   | Yuta Obara      | Japonia        | +0,127 |           |      |
| 7   | Hamish Turnbull | Marea Britanie | REL    |           |      |
| 7   | Kaiya Ota       | Japonia        | REL    | w         |      |

### Semifinale
| Serie | Loc | Ciclist            | Țară           | Cursa 1 | Cursa 2 | Cursă decisivă (dacă e cazul) | Note |
| ----- | --- | ------------------ | -------------- | ------- | ------- | ----------------------------- | ---- |
| 1     | 1   | Harrie Lavreysen   | Olanda         | X       | X       |                               | FA   |
| 1     | 2   | Jack Carlin        | Marea Britanie | +0,068  | +0,068  |                               | FB   |
| 2     | 1   | Matthew Richardson | Australia      | X       | X       |                               | FA   |
| 2     | 2   | Jeffrey Hoogland   | Olanda         | +0,029  | +0,092  |                               | FB   |

### Finala
| Loc                            | Ciclist            | Țară           | Cursa 1 | Cursa 2 | Decident (dacă este nevoie) |
| ------------------------------ | ------------------ | -------------- | ------- | ------- | --------------------------- |
| Finala pentru medalia de aur   |                    |                |         |         |                             |
| 1                              | Harrie Lavreysen   | Olanda         | X       | X       |                             |
| 2                              | Matthew Richardson | Australia      | +0,024  | +0,047  |                             |
| Finala pentru medalia de bronz |                    |                |         |         |                             |
| 3                              | Jack Carlin        | Marea Britanie | X       | +0,049  | X                           |
| 4                              | Jeffrey Hoogland   | Olanda         | +0,017  | X       | +0,041                      |